# Valentiniella
Valentiniella es un género de plantas fanerógamas perteneciente a la familia Boraginaceae. Comprende una especies.
Está considerada un sinónimo del género Heliotropium L.

## Especies seleccionadas
- Valentiniella patagonica Speg. 1903